# Томское (Кемеровская область)
Томское — село в Прокопьевском районе Кемеровской области. Входит в состав Сафоновского сельского поселения.

## История
Село Томское — один из старейших центров железоделательной промышленности Кузбасса. Здесь с 1771 до 1864 года работали чугуноплавильный и железоделательный заводы, которые снабжали металлоизделиями кабинетские предприятия и рынки Западной Сибири.
Имелись церковно-приходская школа и церковь.
Во времена СССР были восьмилетняя школа, клуб, библиотека, медпункт, отделение связи, контора леспромхоза.
Ранее село Томское входило в состав Зенковского сельсовета.

## География
Расположено в западной части Кемеровской области недалеко от границы с Алтайским краем, на реке Томь-Чумыш.
Центральная часть населённого пункта расположена на высоте 368 метров над уровнем моря.

## Население
В 1859 году проживало 2679 человек, в 1911 — 1185 человек. В 1968 году в селе проживал 131 житель.
По данным Всероссийской переписи населения 2010 года, село Томское не имеет постоянного населения.